# Revue du Vivarais
La Revue du Vivarais est une revue trimestrielle, actuellement éditée par l'Association Auguste Le Sourd. 

## Histoire
Elle est publiée depuis 1893, d'abord sous le titre Revue historique, archéologique, littéraire et pittoresque du Vivarais. Elle est rachetée par le chartiste Auguste Le Sourd en 1911.
Cette revue à comité de lecture publie généralement des articles ayant trait au territoire de l'actuel département de l'Ardèche. Certaines livraisons constituent la publication de colloques (par exemple, L'Église cathédrale de Viviers du Moyen Âge à l'époque moderne, une église du Midi, tenu en 2010). Cette revue a peu varié dans sa forme, mais une nouvelle maquette a été adoptée en 2014.